# Edificio Sinsef
Edificio Sinsef, es una edificio corporativo e industrial, de estilo arquitectónico deconstructivista, perteneciente a la empresa de insumos y servicios de mantenimiento industrial Comercial Sinsef. El edificio está ubicado en la comuna de Hualpén, Región del Biobío, Chile, y fue hecho en cobre y acero, por la oficina de arquitectos The Stardard, a cargo de los arquitectos Patricia Gutiérrez Silvestre y Carlo Dedalus.

## Construcción
El edificio fue construido durante el año 2015, y fue finalizado el año 2016. Está ubicado en la calle Vasco Nuñez de Balboa, número 9012, en la zona industrial de la comuna de Hualpén, Gran Concepción. Fue diseñado por la oficina de arquitectos local, The Stardard, perteneciente a los arquitectos chilenos Patricia Gutiérrez Silvestre y Carlo Dedalus. La obra tuvo un costo de CL$ 1.044.291.592, y está fabricado en cobre y acero.

## Arquitectura
Este edificio de tres plantas juega con los ejes en que se proyecta, reemplazando la ortogonalidad de las industrias tradicionales por formas de desequilibrio geométrico. La idea de la compañía era obtener un espacio multipropósito que reflejara una filosofía esencialmente dinámica e innovadora, de manera que este juego tiene fundamentalmente este propósito. Al mismo tiempo, el edificio permite un tránsito fluido entre cada parte de su multifuncionalidad, creando una integración fundamentada en el espacio. Al interior del edificio se hallan zonas de bodega y almacenaje, áreas de servicio, áreas de oficina, trabajo y máquinas, así como de supervisión. El interior fue amueblado por la empresa de diseño de interiores Bash. Su arquitectura de vanguardia le permitió obtener una mención en las revistas de arquitectura Plataforma Arquitectura, y ArchDaily.